# Mardepetes
Mardepetes (em armênio: Մարդպետ; romaniz.: Mardpet) era um título gentilício do Reino da Armênia utilizado pela linhagem nobre (nacarar) amarda do principado de Mardepetacânia, na província da Vaspuracânia.

## História
O título de mardepetes era o título utilizado pela linhagem nobre (nacarar) amarda do principado de Mardepetacânia, na província da Vaspuracânia. Na versão grega da Vida de São Gregório, o título foi referido como "toparca dos merdos [amardos]" (τῶν Μέρδων τοπάρχης, tȭn Mérdōn topárkhēs), enquanto nas versões armênia e grega de Agatângelo, respectivamente, como "príncipe do principado da Mardepetacânia" (իշխան Մարդպետութեան իշխանութեան, išχan Mardepetut'ean išχanut'ean) e "arconte no poder, chamado patrício" (άρχων επί της εξουσίας πατρίκιος [hair] λεγόμενος, árkhōn epi tēs exousías patríkios legómenos). A Lista Militar (Զորնամակ, Zōrnamak), o documento que indica a quantidade de cavaleiros que cada uma das famílias nobres devia ceder ao exército real em caso de convocação, não menciona o mardepetes, mas Cyril Toumanoff propôs que o principado podia arregimentar quatro mil cavaleiros.
Com a eventual extinção da linhagem principesca, Mardepetacânia foi tomado pela dinastia arsácida como uma de suas propriedades régias e seria concedido, como apanágio, aos detentores eunucos do ofício de grão-camareiro (հայր ou հայր-Թագաւորի, hayr ou hayr t'agawori; lit. "pai do rei"). Os grão-camareiros receberam ex officio o título de mardepetes, que com o tempo tornar-se-ia sinônimo do termo armênio que definia seu oficio (Fausto, o Bizantino, por exemplo, utiliza o termo composto հայր-Մար(ա)դպետ, hayr-mardpet). A partir do relato de Fausto são conhecidos alguns de seus titulares: Cílaces (1.ª vez), durante algum tempo no reinado de Ársaces II (r. 350–368) ou de seu pai Tigranes II (r. 339–350); Drastamate, sob Tigranes VII e Ársaces II até a eventual deposição do último; um detentor anônimo, executado por Papa (r. 370–374); e Cílaces (2.ª vez), que foi executado por Papa. O ofício de grão-camareiro não sobreviveu ao fim da dinastia arsácida em 428 e no século V o domínio do mardepetes, agora dissociado do ofício, passou à família Arzerúnio. Mardepetacânia estava em mãos da linha sênior dos Arzerúnios, o que justifica Mirsapor e Nersapor Arzerúnio serem chamados mardepetes e "grão-príncipes dos Arzerúnios".
O grão-camareiro equivalia ao ofício de ambaragades do Irã (eran-ambaragad) do Império Sassânida e ao prepósito do Império Romano e Bizantino. Como o prepósito, mas diferente do ambaragades, o grão-camareiro era um eunuco. Nas fontes gregas, hair equivalia à dignidade de patrício. Estava a cargo dos tesouros, fortalezas (Babila, em Sofanena; Angle, em Ingilena) e guarda-roupa real (onde a regalia era mantida), bem como talvez de seus aposentos e haréns. Como o prepósito, tinha sob seu comando camareiros ordinários, chamados senecapetes. Em especial em Ingilena, o grão-camareiro, investido como governador (osticano), tinha a incumbência adicional de administrar as porções do território armênio retidos nessa região, o que o deixou numa posição análoga a do vitaxa da Marca Síria.[a] Desde 298, com a Paz de Nísibis, a família nobre local tornou-se vassala do imperador Diocleciano (r. 284–305) e seus sucessores e apenas uma fração do território original permaneceu dependente da Armênia.